# Phelsuma parva
Espèce
Synonymes
- Phelsuma quadriocellata parva Meier, 1983

Statut de conservation UICN

 LC  : Préoccupation mineure
Statut CITES
Phelsuma parva est une espèce de geckos de la famille des Gekkonidae.

## Répartition
Cette espèce est endémique du Sud-Est de Madagascar.

## Publication originale
- Meier, 1983 : Neue Ergebnisse über Phelsuma lineata pusilla Mertens, 1964, Phelsuma bimaculata Kaudern, 1922 und Phelsuma quadriocellata (Peters, 1883), mit Beschreibung von zwei neuen Unterarten (Sauria: Gekkonidae). Salamandra, vol. 19, n. 3, p. 108-122.